# جبل روبي ريد
جبل روبي ريد هو جبل يبلغ إرتفاعه 2,095 م (6,873 قدم)، ويقع في الجزء الشرقي من حديقة مقاطعة جولدن إيرز في الطرف الجنوبي من سلسلة جبال غاريبالدي المطلة على منطقة البر الرئيسي السفلى في كولومبيا البريطانية بكندا. يقع شمال ميشن بكولومبيا البريطانية وعلى الجانب الغربي من الطرف العلوي لبحيرة ستاف، وإلى الشمال الشرقي من مجموعة القمم المعروفة باسم جولدن إيرز. يقع جبل القاضي هواي في الشمال. يبلغ ارتفاع روبي ريد 1245 متر (4085 قدم) مقارنة بأدنى عمود بين وديان تينجل وأوسبري كريك (يعد أوسبري كريك رافدًا لتصريف نهر بيت).

## نبذة
جنبا إلى جنب مع جبل القاضي هواي، الذي يقع في الشمال الشرقي عبر وادي تينجل كريك العميق، كان يُعرف باسم أحد قمم الثلج، وحتى إعادة تسميته في عام 1944 كان يشير إليه القدامى باسم بالدي القديم. اسمه يخلد ذكرى روبي لويس ريد، المؤرخ والمعلم الشهير الذي احتفل جبل القاضي هواي بذكرى زميله فريدريك دبليو هواي. على الرغم من أنه منخفض نسبيًا، إلا أن منظره يهيمن على أفق الجبل من غرب أبوتسفورد ويمكن رؤيته أيضًا من مابل ريدج ونورث سوري ونيو ويستمينيستر-كوكويتلام، على الرغم من أنه غير مرئي من معظم أنحاء ميشن بسبب تداخل الجبال الصغيرة وبلدة التلال.

## روابط خارجية
- Official Golden Ears Park site with camping and hiking information, several maps, etc.